# ليري (تشاد)
ليري هي بلدة تقع في منطقة مايو كيبي الغربي في جمهورية التشاد، يبلغ عدد سكان البلدة حوالي 89،273 نسمة بحسب إحصاء عام 2009.